# Die Hölle von Dien Bien Phu (1955)
Die Hölle von Dien Bien Phu (Originaltitel: Jump Into Hell) ist ein US-amerikanischer Kriegsfilm von David Butler aus dem Jahr 1955. Der Film basiert lose auf die Schlacht um Điện Biên Phủ während des Ersten Indochinakriegs aus dem Jahr 1954.

## Handlung
Am 56. Tag der Belagerung von Điện Biên Phủ kommen die französischen Soldaten um Captain Guy Bertrand an und kämpfen gegen die kommunistische Partei von Vietnam. Die Schlacht wird verloren, doch Bertrand und seine Soldaten können kurz vor der Niederlage Điện Biên Phủ verlassen.

## Hintergrund
Der Film wurde von der Produktionsfirma Warner Bros. fertiggestellt und vertrieben. Der Film wurde in Mono, bei einem Seitenverhältnis von 1,85:1 auf einem 35-mm-Film, aufgenommen. Die Filmaufnahmen entstanden in den Warner Bros. Filmstudio in Burbank, Kalifornien.
Der Film feierte am 6. Mai 1955 in Los Angeles seine Premiere. In Westdeutschland erschien der Film am 12. April 1963 und in Österreich war der Film ab Januar 1964 zu sehen.
Es war einer der ersten Filme, der den Indochinakrieg und die Schlacht von Điện Biên Phủ thematisierte. Patricia Blair gab in diesem Film ihr Schauspieldebüt.

## Rezeption
Das Lexikon des internationalen Films schrieb, dass „die filmischen Skizzen eines verlorenen Haufens kaum noch etwas mit der echten Tragödie Dien Bien Phu zu tun haben“.